# Ceprostrada

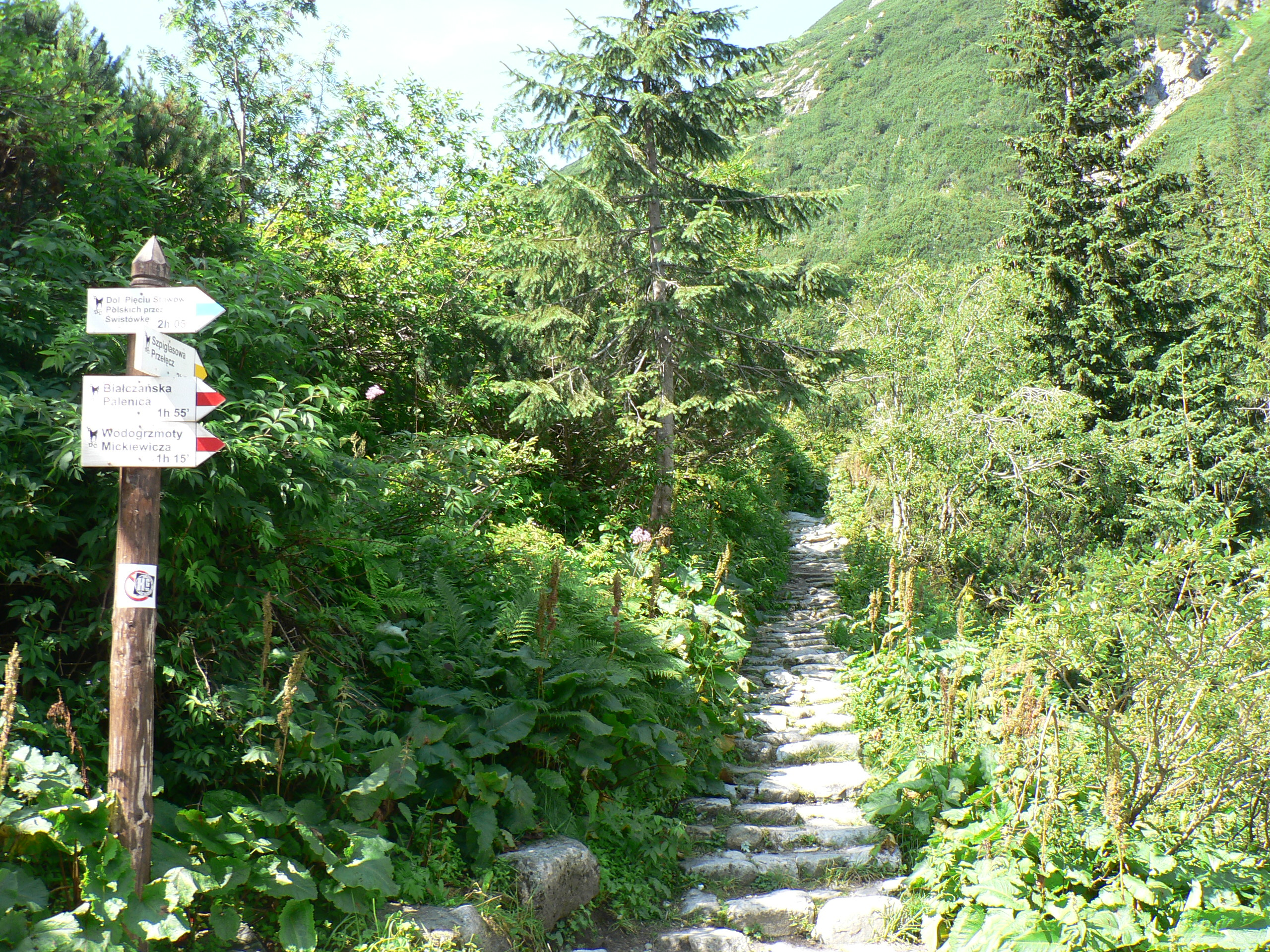
Beginn am Meerauge

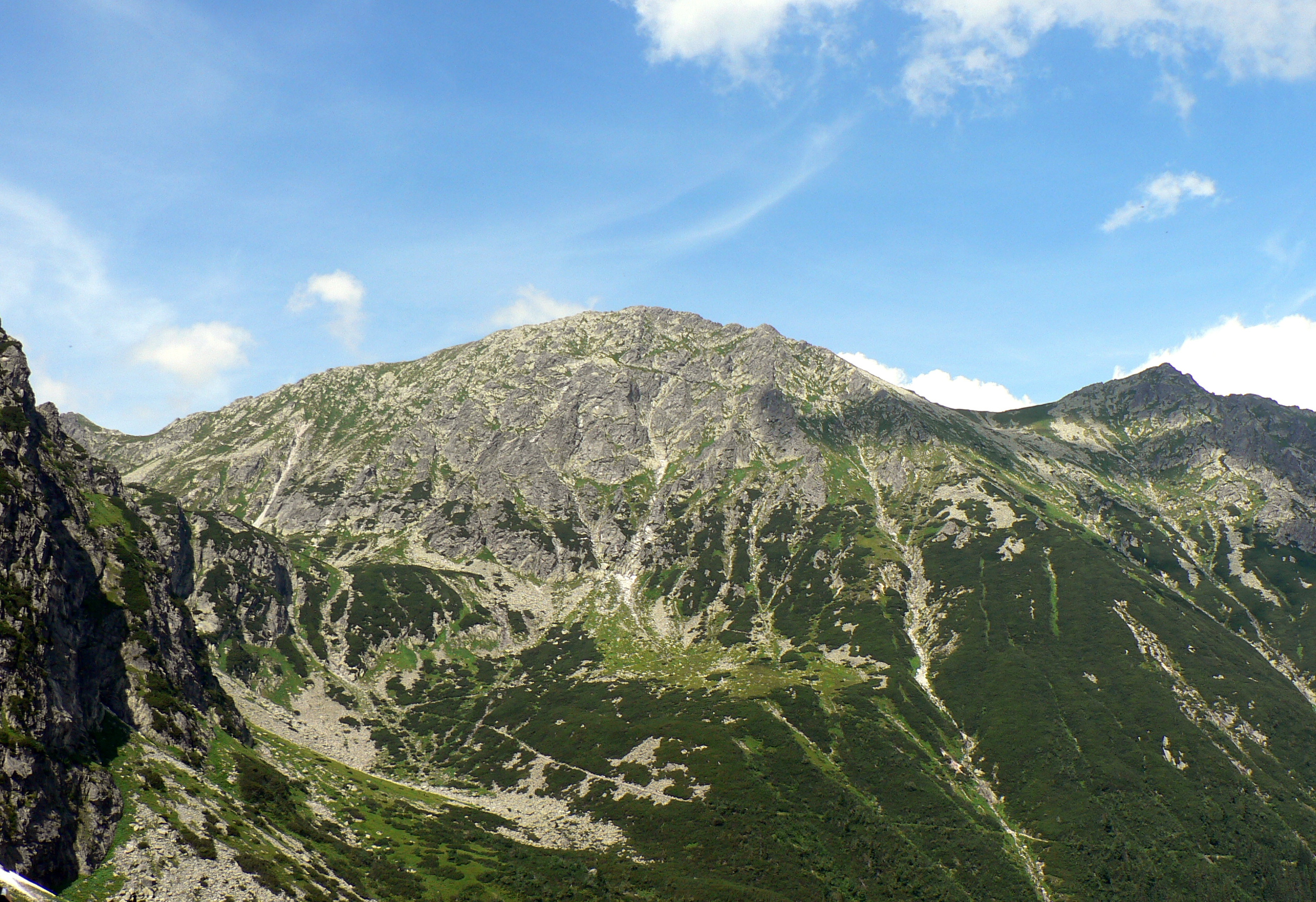
Berghang des Miedziane

Ceprostrada ist ein Höhenweg im Tal Dolina Rybiego Potoku in der Hohen Tatra in Polen. Er gilt als einfachster Wanderweg in der Hohen Tatra. Seine Länge beträgt zwei Kilometer.

## Lage und Route
Der Weg beginnt bei der Schutzhütte Schronisko PTTK nad Morskim Okiem am Bergsee Meerauge. Er führt zunächst am Westrand des Sees leicht ansteigend auf dem Osthang des Miedziane bis in das Hängetal Naspady oberhalb des Wasserfalls Dwoista Siklawa. Dort beginnt der Aufstieg in das Hängetal Dolina za Mnichem, wo ein rot markierter Wanderweg nach Süden abzweigt und auf den Bergpass Wrota Chałubińskiego führt, und weiter auf den Nord-Ost-Hang des Szpiglasowy Wierch. Die Ceprostrada endet auf dem Bergpass Szpiglasowa Przełęcz, von wo man entweder auf einem gelb markierten Wanderweg auf den Gipfel des Szpiglasowy Wierch hinaufsteigen oder auf einem ebenfalls gelb markierten Wanderweg in das Tal Dolina Pięciu Stawów Polskich hinabsteigen kann.

## Geschichte
Der Wanderweg wurde 1937 umgebaut. Ursprünglich sollte er über den Szpiglasowy Wierch weiter auf die Gipfel Liptowskie Mury und den Bergpass Gładka Przełęcz bis auf den Gipfel Kasprowy Wierch in der Westtatra führen. Der Zweite Weltkrieg verhinderte die Vollendung des Projekts.

## Etymologie
Der Name Ceprostrada wurde dem Wanderweg zunächst etwas neckisch von den Góralen gegeben. Mittlerweile ist er offiziell und findet sich auf den Wanderkarten der Tatra. Er besteht aus zwei Worthälften: Cepro von Ceper und strada von autostrada. Ein Ceper ist für die Góralen (Bergbewohner) ein Nicht-Górale, also ein Flachlandbewohner. Eine autostrada ist eine Autobahn. Die Ceprostrada ist also ein Weg, der zuhauf von Flachlandbewohnern begangen wird. Damit soll zum Ausdruck gebracht werden, dass er nicht besonders schwierig zu begehen ist.